# Modelo ASSURE
El modelo ASSURE es un modelo de diseño instruccional, el cual fue popularizado por Robert Heinich, Michael Molenda, James Russell y Sharon Smaldino en 1999, y es modelo que adopta que abandona algunos factores del conductismo y adopta el cognitivismo como línea de seguimiento. Sin embargo, era algo implementado en las instituciones educativas de estados unidos hasta el año 1966. Este modelo nos lleva a realizarnos 3 preguntas que resultan fundamentales en cuanto a su implementación y horizonte formativo, que son: ¿Hacia dónde vamos?, ¿Cómo lo lograremos? y ¿Cómo sabemos que ya lo hemos logrado?

## Reseña

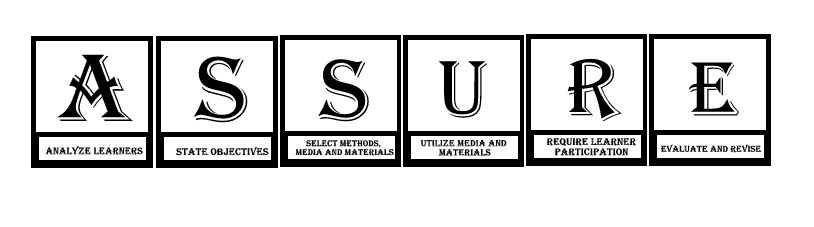

El modelo ASSURE es relevante en el contexto de la educación digital. Es uno de los modelos más recientemente utilizados en DI (Diseño instruccional), su nombre se construye a partir de un acrónimo o sigla que responde a lo siguiente:
- Analyze learners (Analizar a los estudiantes)
- State Objetives (Fijar objetivos)
- Select media and materials (Seleccionar los métodos de formación)
- Utilize media and materials (Utilizar los medios y materiales)
- Require learner participation (Exigir la participación activa de los alumnos)
- Evaluate and revise (Evaluar y revisar)

El modelo también puede considerar otros factores como la habilidad previa de los alumnos, el número de alumnos, elementos de apoyo con el maestro y la institución, y el acceso el recurso diseñado. de El proceso ISD es aquel que los maestros y los capacitadores pueden usar para diseñar y desarrollar el ambiente de aprendizaje más apropiado  para sus estudiantes. Este proceso se puede utilizar para planear las lecciones así como para mejorar la enseñanza y el aprendizaje. 
El modelo ASSURE incorpora los eventos de instrucción de Robert Gagné para asegurar el uso efectivo de los medios en la instrucción.
El modelo ASSURE también aporta en el concepto del cognitivismo, adoptando una proceso activo con los alumnos en el que se cimenta su propio conocimiento, enfocando los aspectos de la atención, motivación y comprensión. Además, es un modelo que proporciona el entendimiento para muchos estudiantes, debido a que se utilizan muchos formatos, lo que permite abordar el aprendizaje de diferentes maneras al igual que métodos de evaluación. Los anteriores monitorean el progreso de los alumnos, permitiendo modificar el plan de instrucción según sea conveniente.  

## Pasos a seguir
Para diseñar un producto educativo con el diseño ASSURE, es necesario seguir los siguientes pasos:
1. Analizar a los alumnos: (conozca al público que desea impactar) sus características generales, el conocimiento, las habilidades y las experiencias de las que parten y algo sobre sus estilos de aprendizaje.
2. Fijar objetivos: ¿Cuáles son los resultados del aprendizaje del curso y de cada unidades? ¿Qué harán los alumnos o qué sabrán y cómo espera que demuestren su aprendizaje? Pueden ser resultados actitudinales, cognitivos o psicomotrices.
3. Seleccionar métodos, medios y materiales: Elija los medios que va a utilizar, los documentos multimedia, entre los que se pueden encontrar textos, imágenes fijas, vídeo, audio y material informático multimedia. Los materiales pueden ser adquiridos o creados por uno mismo, y pueden incluir software, hardware, música, etc.
4. Utilizar los medios y materiales: Constituyen el núcleo de cualquier curso o lección. Todas las piezas deben encajar juntas para posibilitar los objetivos que crearán los resultados deseados.
5. Exigir la participación del alumno: Sin la implicación de los alumnos, la actividad caerá en la pasividad.[1] Además, es importante preguntarse por las habilidades que deberían tener los estudiantes o aprendices al momento de comenzar el proceso de enseñanza.
6. Evaluar y revisar: La evaluación debe incluir los aspectos formativos y sumativos de los alumnos y del formador, y debe examinar todos los niveles de aprendizaje del estudiante.[2]

## Ventajas de implementar el modelo ASSURE
- Es un modelo centrado en los estudiantes a través de la tecnología y los medios, por lo que el programa se ajusta a sus propias necesidades y asegura que el contenido y los objetivos sean propicios para el aprendizaje significativo.
- Los objetivos generalmente se formulan de forma muy concreta, son comprobables y demostrables, definiendo el uso de la tecnología en función de los contenidos educativos.
- Es adecuado para crear programas de acceso remoto y generar aprendizajes a distancia.
- Implementa estrategias para involucrar de forma activa a los alumnos al requerir su participación en el proceso.
- Promueve la planificación y entrega de materiales de aprendizaje a través de tecnologías incorporadas, por lo cual es más probable que los alumnos retengan mayor cantidad de información durante un tiempo prolongado.
- Su principal fortaleza es que los objetivos de aprendizaje se crean mediante un modelo ABCD, considerando la audiencia, comportamiento, condiciones y grado de dominio.
- Fomenta una alta interactividad, conexión y apoyo para los alumnos, independientemente de su ubicación.

## Desventajas de este tipo de modelo instruccional
- Requiere un tiempo considerable la planeación y ejecución de las lecciones.
- A pesar de que toma en consideración el proceso evaluativo entre las etapas del proceso, se torna un tanto inefectivo por la carencia en los procesos de evaluación continua.
- Puede resultar en un problema si no se tienen los recursos necesarios para llevarse a cabo, específicamente hablando de aquellas tecnologías a partir de las cuales se cimienta este tipo de diseño instruccional.
- Si no se escogen con detenimiento y conciencia los objetivos que se pretenden alcanzar, puede ser poco atractivo para los aprendices.